# باناتسکو ولیکو سلو
باناتسکو ولیکو سلو (به صربی: Banatsko Veliko Selo) یک روستا در صربستان است که در Kikinda Municipality واقع شده‌است. باناتسکو ولیکو سلو ۳٬۰۳۴ نفر جمعیت دارد و ۷۰ متر بالاتر از سطح دریا واقع شده‌است.